# Walter J. Shepard
Walter James Shepard (* 10. November 1876 in Salt Lake City; † 25. Januar 1936 in Columbus, Ohio) war ein US-amerikanischer Politikwissenschaftler, der 1933/34 als Präsident der American Political Science Association (APSA) amtierte. Zu diesem Zeitpunkt war er Professor an der Ohio State University. Damit war er der erste von insgesamt fünf APSA-Präsidenten, die die Ohio State University bisher stellte.

## Werdegang
Shepard erlangte 1900 den Bachelor of Arts an der Willamette University und setzte bis 1902 seine Studien in Harvard fort. Danach war er Fellow in Heidelberg, London und Berlin. 1907 bis 1909 lehrte er als Instructor Politikwissenschaften in Wisconsin. Anschließend war er bis 1911 Assistant Professor an der Ohio State University (OSU). Von 1911 bis 1921 lehrte er als Assistant Professor, Associate Professor und zuletzt Professor an der University of Missouri. In dieser Zeit engagierte er sich als Mitglied des Stadtrats (City Council) von Columbia (1914–1916). Während des Ersten Weltkriegs diente er ab 1917 als First Lieutenant bzw. Captain im Ordnance Department. Von 1921 bis 1923 hatte er eine Professur an der OSU inne. Nach Zwischenstationen an der Washington University in St. Louis und der Robert Brooking Graduate School wurde Shepard 1928 zum Dean der OSU berufen.

## Schriften (Auswahl)
- Democracy in Transition. In: American Political Science Review, 29. Jahrgang, 1935/1, S. 1–20.
- Foreign governments and politics, Baltimore 1929.
- The German doctrine of the budget, 1910,  (Verlag und Verlagsort unbekannt).
- Ministerial responsibility a study in comparative constitutional law, 1909 (Verlag und Verlagsort unbekannt).